# Johalin
Johalin (biał. Югалін; ros. Юголин) – osiedle na Białorusi, w obwodzie brzeskim, w rejonie iwacewickim, w sielsowiecie Dobromyśl

## Historia
Do lat 40. XX w. majątek ziemski, należący do Jundziłłów. W XIX w. także pod nazwą Natalin. Pochodził stąd Franciszek Jundziłł - naczelnik wojenny powiatu słonimskiego podczas powstania styczniowego. Od 1921 majątek należał do będącej pochodzenia rosyjskiego rodziny Woroncowów. Ostatni jego właściciel po wkroczeniu Armii Czerwonej został zesłany na Sybir, gdzie zaginął.
W dwudziestoleciu międzywojennym Johalin leżał w Polsce, w województwie nowogródzkim; do 22 stycznia 1926 w powiecie słonimskim, następnie w powiecie baranowickim; w gminie Dobromyśl.
Po II wojnie światowej w granicach Związku Sowieckiego. Od 1991 w niepodległej Białorusi.